# Crystal Reed
Crystal Marie Reed (Detroit, Míchigan; 6 de febrero de 1985), más conocida como Crystal Reed, es una actriz estadounidense. Es conocida por su interpretación como Allison Argent en la serie Teen Wolf de MTV.

## Biografía

### Vida y carrera
Reed nació en Detroit, Míchigan, estudió danza desde edad temprana y fue capitana de baile en la escuela secundaria. Mientras vivía en Detroit, fue un miembro activo de la comunidad local de teatro y actuó en musicales como Annie, Fiddler on the Roof y Grease. Asistió a la Universidad de Wayne State y formó parte del programa Bachelor of Arts. Se mudó a Chicago y apareció en varias producciones locales. En diciembre de 2008, se trasladó a Hollywood para perseguir una carrera en la pantalla. 
En 2010, fue actriz invitada en CSI: Crime Scene Investigation, CSI: NY, Rizzoli & Isles y The Hard Times of RJ Berger.
Desde 2011 coprotagonizó la serie de MTV, Teen Wolf en el papel de Allison Argent, una muchacha que se muda a Beacon Hills junto a su familia y se ve sumergida en el ambiente sobrenatural de la población. Su personaje, desconocedor en los primeros capítulos de la verdad sobre el mundo que la rodea y su familia, evolucionará notablemente durante la trama transformándose en una cazadora fuerte y capaz. A pesar del éxito del personaje, Reed decidió abandonar la serie en el final de su tercera temporada para experimentar nuevos retos en cine y televisión. El productor ejecutivo del show, Jeff Davis, apoyó su decisión, permitiéndole abandonar la serie en marzo de 2014 al final de la temporada 3B, con la muerte de su personaje. Sin embargo, la actriz volvió a la serie en su quinta temporada para dar vida a Marie-Jeanne Valet, la primera Argent, en el episodio titulado "The Maid of Gévaudan"
Durante la Comic-Con 2017 se anunció la incorporación de la actriz a la cuarta temporada de la serie Gotham, interpretando al personaje de Sofía Falcone.
En el mundo del cine, también protagonizó la cinta franco-canadiense Incident in a Ghost Land del aclamado director de terror Pascal Laugier junto a las actrices Anastasia Phillips y Mylène Farmer.
Otros créditos cinematográficos de la actriz incluyen Skyline protagonizada Donald Faison y Eric Balfour, y Crazy, Stupid, Love con Steve Carell y Julianne Moore

## Filmografía

### Cinema
| Año  | Título               | Rol              | Notas                                |
| ---- | -------------------- | ---------------- | ------------------------------------ |
| 2010 | Skyline              | Denise           |                                      |
| 2011 | Crazy, Stupid, Love. | Amy Johnson      |                                      |
| 2012 | Jewtopia             | Rebecca Ogin     |                                      |
| 2013 | Crush                | Bess             |                                      |
| 2015 | Too Late             | Dorothy Mahler   |                                      |
| 2018 | Ghostland            | Elizabeth Keller |                                      |
| 2023 | Teen Wolf: The Movie | Alison Argent    | Protagonista, película de Paramount+ |

### Televisión
| Año       | Título                         | Rol                | Notas                                    |
| --------- | ------------------------------ | ------------------ | ---------------------------------------- |
| 2010      | CSI: Crime Scene Investigation | Julie              | Episodio: "Lost & Found"                 |
| 2010      | The Hard Times of RJ Berger    | Renee              | Episodio: "The Berger Cometh"            |
| 2010      | Rizzoli & Isles                | Natalie            | Episodio: "She Works Hard for the Money" |
| 2010      | CSI: NY                        | Jules Roday        | Episodio: "Damned If You Do"             |
| 2011      | Drop Dead Diva                 | Ali                | Episodio: "He Said, She Said"            |
| 2011–2014 | Teen Wolf                      | Allison Argent     | Elenco principal (temporada 1–3)         |
| 2016      | Teen Wolf                      | Marie-Jeanne Valet | Estrella invitada (temporada 5)          |
| 2017–2018 | Gotham                         | Sofia Falcone      | Elenco principal (temp. 4)               |
| 2019      | Swamp Thing                    | Abby Arcane        | Elenco principal                         |

## Premios y nominaciones
| Año  | Premio                 | Categoría                                                                                 | Serie     | Resultado |
| ---- | ---------------------- | ----------------------------------------------------------------------------------------- | --------- | --------- |
| 2011 | Teen Choice Awards     | Nominación a Mejor Actriz del Verano – Femenina                                           | Teen Wolf | Ganador   |
| 2011 | Teen Choice Awards     | Nominación a Mejor Actriz del Verano: Fantasia/Sci-Fi                                     | Teen Wolf | Ganador   |
| 2012 | Teen Choice Awards     | Nominación a Mejor Actriz del Verano – Femenina                                           | Teen Wolf | Ganador   |
| 2013 | Young Hollywood Awards | Mejor Elenco (compartido con Tyler Posey, Dylan O'Brien, Tyler Hoechlin, y Holland Roden) | Teen Wolf | Ganador   |